# Fayette (Missouri)
Fayette – miasto w Stanach Zjednoczonych, w stanie Missouri, siedziba administracyjna hrabstwa Howard.

## Klimat
Miasto leży w strefie klimatu subtropikalnego, umiarkowanego, łagodnego bez pory suchej i z gorącym latem, należącego według klasyfikacji Köppena do strefy Cfa. Średnia temperatura roczna wynosi 12,3°C, a opady 929,6 mm (w tym 52,3 cm śniegu). Średnia temperatura najcieplejszego miesiąca - lipca wynosi 25,3°C, natomiast najzimniejszego stycznia -2,1°C. Najwyższa zanotowana temperatura wyniosła 46,7°C, natomiast najniższa -32,2°C. Miesiącem o najwyższych opadach jest maj o średnich opadach wynoszących 116,8 mm, natomiast najniższe opady są w styczniu i wynoszą średnio 40,6 mm.